# مجلس الدفاع عن مدريد
مجلس الدفاع عن مدريد (بالإسبانية: Junta de Defensa de Madrid)‏ هي هيئة حاكمة خاصة أدارت مدينة مدريد الإسبانية لمدة ستة أشهر تقريبًا أثناء الحرب الأهلية الإسبانية (1936-1939). وشكلت في 6 نوفمبر 1936 بعد أن فرت الحكومة الجمهورية الإسبانية برئاسة الاشتراكي فرانسيسكو لارجو كاباليرو إلى فالنسيا عندما تقدمت قوات الجنرال فرانسيسكو فرانكو نحو مدريد. وأعطيت صلاحيات المجلس وإدارته إلى الجنرال مياخا. وكان من المتوقع سقوط المدينة في غضون أيام قليلة، لكن وصول الألوية الدولية أوقف تقدم المتمردين، واستقر الوضع على طريق مسدود. وكان الشيوعيون يسيطرون على المجلس، وكان لديهم تنظيم ودعاية متفوقة على المجموعات الأخرى. كانت سياستهم هي تنظيم الميليشيات في شكل قوات نظامية والتركيز على هزيمة العدو، بدلاً من القيام بنشاط ثوري. مع مرور الوقت كان هناك توتر متزايد بين الشيوعيين والجماعات الأكثر راديكالية. تم حل المجلس في 23 أبريل 1937 وجاء محله مجلس مدينة جديد للدفاع عن مدريد.

## البداية
بعد كسر الحصار على ألكازار طليطلة تقدمت جيوش الجنرال فرانسيسكو فرانكو نحو مدريد، مزيحة الميليشيات غير المدربة وغير المجهزة التي واجهوها. ولم تفعل حكومة الجمهورية الإسبانية الثانية بقيادة فرانسيسكو لارجو كاباليرو أي شيء للدفاع عن العاصمة خوفًا من إثارة قلق السكان. وفي 6 نوفمبر 1936 في الثامنة مساءً، استدعى لارجو كاباليرو الجنرالين مياخا وبوزاس. وأعطاهما خطابًا في ظرف مختوم لفتحه في الساعة السادسة من صباح اليوم 7 نوفمبر. وعند مغادرة الحكومة إلى فالنسيا في نفس الليلة، فتح كلا الجنرالين الظرف، وكانت الدهشة أن محتواه كان كالتالي:
ذكرت الصحافة الدولية أنه لم يتم الدفاع عن مدريد، وأعلن الجنرال فرانكو قبل الأوان أن المدينة قد تم تحريرها. حتى أن راديو لشبونة أفاد بدخول فرانكو منتصرًا إلى المدينة. ووصلت في 7 نوفمبر طلائع جيش فرانكو الأفريقي إلى كاسا دي كامبو على أطراف المدينة. وفي ذلك اليوم أعلن عن تشكيل مجلس الدفاع في مدريد. ووفقًا لأوامر حكومة الجمهورية، وبموجب تفويض المنظمات السياسية والنقابية شكل الجنرال مياخا مجلس دفاع. ويتكون من ممثلين عن جميع الأحزاب التي شكلت الحكومة وبنفس النسب. إلا أن قيادات الأحزاب قد فرت باستثناء الحزب الشيوعي. فذهب ممثلو الأحزاب السياسية المختلفة ليلة 6 إلى 7 نوفمبر إلى وزارة الحرب حيث مقر مياخا. واتخذوا قرارهم الذي تم التصديق عليه في الاجتماع الرسمي الأول لمجلس القيادة، بأن «كل طرف يجب أن يمثله رئيس ومناوب».
كان مجلس الدفاع يفتقر بشدة إلى الرجال والذخائر. وكانت قوات فرانكو ممتدة بشكل مفرط، بحيث يمكن لـ 3,000 رجل فقط دخول المدينة، لذا كان فرانكو حذرًا بشأنها. وعند وصول طلائع وحدات الألوية الدولية إلى المدينة في 8 نوفمبر 1936 ألقيت فورا نحو الجبهة. ومع تدفق المزيد من تلك الوحدات، توقف تقدم المتمردين. بحلول 23 نوفمبر تم الوصول إلى طريق مسدود مع استنفاد كلا الجانبين طاقتيهما.

## تكوين المجلس
كان مياخا محافظًا ولكنه موالي للجمهورية، وقريبًا جدًا من الحزب الشيوعي الإسباني (PCE) الذي جعلته دعايته رمزًا لمقاومة مدريد للفاشية. واعتقد الكثيرون أن مياخا كان عضوًا في الحزب الشيوعي. تم توجيه تعليمات إلى مياخا بأن العضوية يجب أن تشمل جميع الأحزاب «بما يتناسب مع تمثيلهم في الحكومة». فنال الشيوعيون على مقاعد في المجلس أكثر مما ينبغي على هذا الأساس. وكان PCE والشباب الاشتراكي الموحد أفضل المجموعات تنظيماً مع دعاية أكثر فاعلية، وسيطروا على المجلس. انضمت CNT النقابية-اللاسلطوية إلى المجلس، بشعار «عاشت مدريد بدون حكومة!» ولكن تم استبعاد حزب العمال الماركسي POUM المناهض للستالينية من المجلس بناءً على إصرار الشيوعيين. ادعت صحيفة La Batalla POUM أن السفير السوفييتي قد تدخل لاستبعادهم.
نظرًا لأن معظم السياسيين البارزين قد غادروا المدينة، فقد كان أعضاء المجلس كما كتب فيسنتي روخو:«شبانًا قرروا طواعية البقاء في المدينة ومستعدين للمشاركة بنشاط في الدفاع عنها». وحسب ما ذكره مجموعة من البرلمانيين البريطانيين الذين زاروا مدريد في بداية المعركة:«يبدو أن الحكومة المدنية في أيدي الشباب إلى حد كبير، وأحيانًا بالكاد يكونوا شبابًا. ولكنهم يحاولون بنشاط بذل قصارى جهدهم». شغل الشيوعيون معظم المناصب المهمة، وكانوا أقوياء في قسم الدعاية والصحافة. كان الشيوعي الألماني كورت هاجر الملقب بفيليكس ألبين، رئيسًا لإذاعة مدريد الرسمية. اكتسب الشيوعيون مكانة ونفوذًا من مساهمة الألوية الدولية وتوريد الدبابات والطائرات والمستشارين التي بدأت في الوصول من الاتحاد السوفيتي.

## النشاطات
أصبح المجلس حكومة الأمر الواقع في مدريد. ومقرها في وزارة الحرب. عين سانتياغو كاريو مستشار النظام العام خمسة من أقرب مساعديه في المناصب الرئيسية في إدارته. وكلهم أعضاء في الحزب الشيوعي أو سينضمون بعدها بفترة. فسرعان ما تمكن الشيوعيون من السيطرة الكاملة على الشرطة. كان أول إجراء قام به بابلو ياغوي بصفته مستشارًا للتوريدات هو فرض ضوابط تحد من المتسوقين لشراء الطعام في متجر واحد. وإذا استنفدت الإمدادات هناك يمكنهم تجربة متاجر أخرى في نفس المنطقة. مع دخول الحصار حيز التنفيذ كان عليه أن يتعامل مع الضغط التصاعدي على الأسعار.
تمت إعادة هيكلة مجلس الدفاع وتغيير اسمه إلى مندوبية لجنة الدفاع عن مدريد (بالإسبانية: Junta Delegada de Defensa de Madrid)‏ حسب أوامر كابييرو في 25 نوفمبر 1936. كان هذا لتأكيد أن المجلس تابع للحكومة. وبعد تغيير الاسم أطلق على الأعضاء اسم المندوبين وليس المستشارين. وفي 2 ديسمبر 1936 اجتمع مجلس الدفاع مرة أخرى برئاسة مياخا حيث حدثت تغييرات مختلفة في الأسابيع التي تلت ذلك.
في 12 ديسمبر 1936 أفادت الصحف أن المجلس قد قرر تنظيم الميليشيات في وحدات داخل الجيش النظامي، وأن هذه الوحدات فقط هي المؤهلة لدفع الرواتب والمخصصات. وفي 23 ديسمبر 1936 أوقف ياغوي عند حاجز على طريق سرقسطة يديره الأناركيون. عندما حاول المضي أصيب برصاصة في ظهره. وبسبب خطورة جراحه أعفي من منصبه في المجلس وأخذ مكانه نائبه لويس نييتو دي لا فوينتي. وفي 24 ديسمبر أعلن الجنرال مياخا أن الميليشيات يجب أن تنسحب من جميع نقاط التفتيش المحيطة بالمدينة وداخلها، وأن يحل محلها الأمن وحرس الاقتحام. كانت هناك حوادث مختلفة حيث تم العثور على أعضاء CNT أو PCE ميتين في الشوارع وبطاقات العضوية الخاصة بهم في أفواههم. وصدر مرسوم بنزع سلاح عناصر الميليشيات الذين لم يكن لديهم تصريح من مندوب النظام العام، لكن المجلس رفض ذلك.
وفي 16 يناير 1937 أعاد المجلس تنظيم قسم الدعاية الخاص به لمنحه سيطرة أكبر على الرقابة والمعارض والملصقات. تم إنتاج معظم الملصقات بواسطة (اتحاد الرسامين المحترفين) التابع لاتحاد العمال العام (UGT). وشددت ملصقات المجلس على أهمية الهدف الأساسي المتمثل في الدفاع عن «الجمهورية الديمقراطية» وهزيمة المتمردين، وهاجمت الثوار الذين أرادوا تغييرات اجتماعية وسياسية جذرية. لقد أرادوا قوة عسكرية مركزية وتوقعوا أن تترك النساء الجبهة ويحلن محل الرجال في المزارع والمصانع. كان هذا مخالفًا لمعتقدات بعض CNT والتروتسكية حزب العمال الماركسي POUM، الذين طالبوا بتغييرات مثل الملكية الجماعية لجميع وسائل الإنتاج.
وفي 29 يناير 1937 اقترح إيسيدورو دييجيز دوينياس مصادرة إذاعة حزب العمال الماركسي POUM في مدريد وصحيفتها El Combatiente Rojo لأنهما حسب زعمه مكرسان «حصريًا ومحاربة الحكومة والجبهة الشعبية». تمت الموافقة على الإجراء بالإجماع، ثم أعلن خوسيه كازورلا أنه سيستولي على جميع مباني ومركبات حزب العمال الماركسي، لأن ذلك أصبح الآن «غير قانوني». تم تمرير هذا أيضًا دون معارضة. وقالت الصحافة الشيوعية إن قرار المجلس بإغلاق الصحيفة دليل على أن حزب العمال الماركسي كان فاشيًا. بعد سقوط مالقة في فبراير 1937 أطلق المجلس العسكري حملة لتطهير الجيش من الأشخاص الذين عينهم لارجو كابييرو الذي قاوم ذلك.
بحلول أبريل 1937 ازداد التوتر بين الكونفدرالية (CNT) والشيوعيين، وبدا أن الاشتراكيين والأناركيين والجمهوريين بدأوا بتشكيل جبهة مناهضة للشيوعية. وبدا كابييرو يشعر بازدياد العزلة حوله، واستاء من إشادة الجمهور بنجاح مياخا. فقام بحل المجلس في 23 أبريل 1937. وكانت الحجة مقالة في صحيفة لـ CNT كشفت أن اتحاد الشبيبة الاشتراكي JSU المسؤول عن النظام العام قد أغلقت صحيفة فوضوية ذكر فيها ميلكور رودريغيز غارسيا مدير السجون في مدريد أن الشيوعيين كانوا يديرون سجونًا سرية. كان رودريغيز قد نشر تفاصيل التعذيب في هذه السجون وألقى باللوم على مندوب الأمن الشيوعي خوسيه كازورلا. تم استبدال مجلس الدفاع بمجلس مدينة جديد.